# Zweiter Bildungsweg

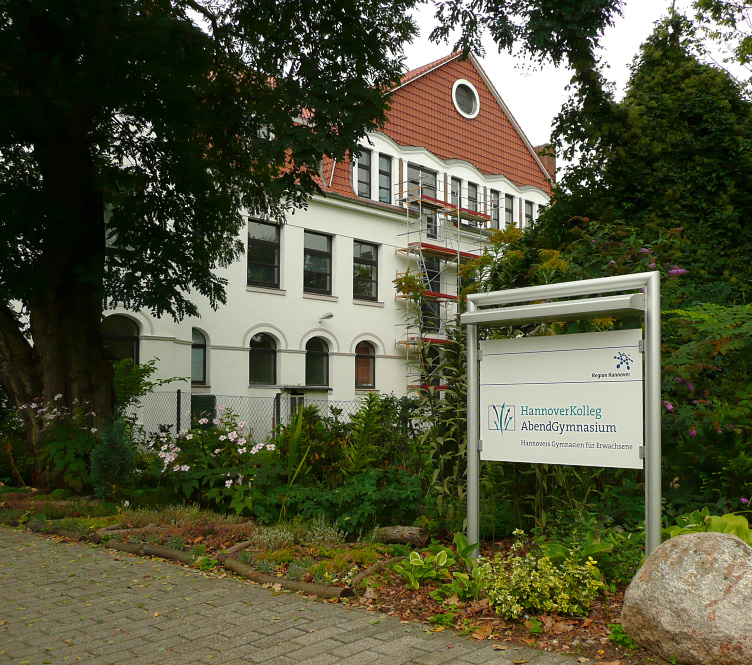
Abendgymnasium Hannover

Als zweiter Bildungsweg (ZBW) werden Bildungsgänge bezeichnet, die es ermöglichen, im Erwachsenenalter einen Schulabschluss zu erwerben, der zunächst nicht oder erfolglos angestrebt wurde. Initiiert wurde der gymnasiale zweite Bildungsweg von dem Mathematiker Alfred Clebsch. Der zweite Bildungsweg ist Teil der Erwachsenen- und Weiterbildung.

## Deutschland
In vielen Ländern sind Schulen des zweiten Bildungsweges (ZBW) Regelschulen in öffentlicher Trägerschaft. Dieser Bildungsweg ist in der Regel berufserfahrenen Studierenden zugänglich.
Schulen des zweiten Bildungsweges mit allgemeiner Bildung sind:
- als Tagesschule: das Kolleg, das die allgemeine Hochschulreife in der Regel in einem 3-jährigen Kurs anbietet, in NRW zu Weiterbildungskollegs zusammengefasst.
- als Abendschulen: Abendgymnasien, Abendrealschulen und die Abendhauptschulen.

Hierbei handelt es sich um kostenfreie öffentliche allgemeinbildende Schulen, die zu gleichen Abschlüssen führen wie die „Jugendschulen“, z. B. das Gymnasium.
Schulen des zweiten Bildungswegs, die neben allgemeiner Bildung auch fachtheoretische und fachpraktische Bildung unter Einbeziehung berufspraktischer Erfahrung (Berufliche Oberschulen) vermitteln, sind:
- Berufsoberschule (BOS): die die Fachhochschulreife in einem einjährigen Kurs, die fachgebundene Hochschulreife (ohne zweite Fremdsprache) oder die Allgemeine Hochschulreife (mit zweiter Fremdsprache) in einem zweijährigen Kurs anbieten
- Fachoberschule (FOS): die die Fachhochschulreife in einem zweijährigen, die fachgebundene Hochschulreife (ohne zweite Fremdsprache) oder die Allgemeine Hochschulreife (mit zweiter Fremdsprache) in einem dreijährigen anbieten.

Hierbei handelt es sich um kostenfreie öffentliche berufsbildende Schulen, die zu gleichen Abschlüssen führen wie die „Jugendschulen“. Im Unterschied zur BOS setzt die FOS keinen Berufsabschluss voraus. Die FOS wird teilweise nicht zum zweiten Bildungsweg im engeren Sinne gerechnet, da die FOS sich an Schüler mit mittlerer Reife ohne Berufsausbildung richtet, und daher eher Teil einer regulären Schulausbildung Jugendlicher und junger Erwachsener alternativ zum Gymnasium mit stärkerer beruflicher Orientierung ist.
Volkshochschulen bereiten im Modulsystem auf die Abiturprüfung vor, sind aber nicht prüfungsberechtigt. Die Durchführung der Prüfungen liegt dabei in der Regel bei öffentlichen Schulen, die von den Schulaufsichtsbehörden als Nichtschülerprüfung abgenommen wird.
Private kommerzielle Institutionen sind ebenfalls nicht prüfungsberechtigt und können daher nur Vorbereitungskurse für externe Prüfungen anbieten, auch wenn sie oft irreführend werben.
Teilweise weichen die Bezeichnung in der einzelnen Bundesländern ab. So besteht in Baden-Württemberg das Berufskolleg.
Man bezeichnet diese Schulen auch als „Schulen für Erwachsene“.
Traditionell ist der zweite Bildungsweg ein Teil der Erwachsenenbildung, allerdings sind inzwischen auch viele Jugendliche ohne Schulabschluss von Ausbildungsmangel und Arbeitslosigkeit betroffen und auf entsprechende Angebote angewiesen, die sie unter anderem in ausbildungsvorbereitenden Maßnahmen an Berufsschulen/Berufskollegs bekommen können.
Die Abschlüsse am zweiten Bildungsweg sind den Abschlüssen der Jugendschulen gegenüber gleichwertig, auch wenn sie unter anderen Bedingungen erworben werden.

### Geschichte
Eine der ältesten Einrichtung des deutschen ZBW ist neben dem Silbermann-Kolleg (s. u.) in Berlin das Studienheim St. Klemens/Clementinum in Warstein-Belecke, das am 3. Mai 1922 durch den katholischen Priester Bernhard Zimmermann und sein Clemens-Hofbauer-Hilfswerk eröffnet und aufgrund großen Zulaufs 1928 in einen Neubau ins ostwestfälische Bad Driburg verlegt wurde. Hier wurde durch qualifiziertes Lehrpersonal in Vollzeitunterricht ein Bildungsgang zum Abitur angeboten, der speziell auf Erwachsene ausgerichtet war, die zuvor im Beruf gestanden hatten und für die es bis dahin keine schulische Weiterbildungsstruktur gab. Die Schule wurde 1932 dem Provinzialschulkollegium in Münster unterstellt, erhielt 1946 die volle staatliche Anerkennung und bestand bis ins Jahr 1997 fort, das angeschlossene Studienheim existiert noch heute.
Nur ein Jahr nach dem Clementinum in Warstein-Belecke startete in Berlin-Neukölln der erste Arbeiter-Abiturientenkurs, an dessen Zustandekommen der Reformpädagoge Fritz Karsen und Kurt Löwenstein, der damalige Stadtrat für Volksbildungswesen in Berlin-Neukölln, wesentlichen Anteil hatten. Der erste Kurs nahm am 1. Juni 1923 seine Arbeit auf. Die Arbeiter-Abiturientenkurse fanden in enger Anbindung an das von Karsen zur Einheitsschule im Sinne des Bundes Entschiedener Schulreformer weiterentwickelten Kaiser-Friedrich-Realgymnasiums, der späteren Karl-Marx-Schule statt. Erklärtes Ziel der bis zum Verbot der Einrichtung durch die Nationalsozialisten durchgeführten Vorbereitungskurse auf das Abitur war es, begabten jungen Menschen der unteren Volksschichten Zugang zu Hochschulen und Universitäten zu eröffnen. In den Kindern aus Arbeiter- und Angestelltenfamilien, sah man aufgrund ihrer Herkunft verlässlichere Träger des republikanischen Staatsgedankens als bei Jungakademikern aus privilegierteren Schichten der Gesellschaft.
Ein dem Berliner Modell ähnliches Konzept scheint auch in Hamburg verfolgt worden zu sein. So berichtete Fritz C. Neumann, der seit 1923 Lehrer an der Lichtwarkschule war, darüber, dass dort ebenfalls ein Arbeiterkurs eingeführt worden sei. „Es handelte sich um eine Gruppe junger Arbeiter – alle Jungen –, die nach mehrjähriger Tätigkeit in diesen Kurs aufgenommen wurden, um so ausgebildet zu werden, dass sie nach mehreren Jahren die Hochschulaufnahmeprüfung ablegen konnten. Die Idee war, ein Kollektiv von Söhnen der Arbeiterklasse und der Sozialdemokraten zu schaffen, die für wichtige Positionen im Staat zur Verfügung stehen würden.“ Neumann verweist auch auf Paul Nevermann als einen Absolventen dieses Ausbildungsangebots, der von 1923 bis 1926 „den ersten Arbeiterabiturientenkurs“ in Hamburg besucht hatte.
Die älteste Abendschule für Lehrlinge und Berufstätige von 14 bis 40 Jahren ist die private Abendrealschule Berlin. Sie wurde im Jahr 1923 von dem Autodidakten und Pionier des zweiten Bildungsweges Robert Frenzel (* 1888 in Berlin; † 1977 in Lüneburg) gegründet. Die Schülerzahl stieg stetig und im Jahr 1928 hatte die Schule 300 Schüler. Im Jahre 2001 erhielt Robert Frenzel eine Ehrentafel an der Schule Gipsstraße 23a durch die Stadt Berlin. Diese private Abendrealschule bestand ca. 25 Jahre lang unter Robert Frenzels Leitung. Robert Frenzels Abendschulgründung entstand aus einem sozialen und pädagogischen Engagement. Er wollte im Besonderen für Arbeiterkinder, die lediglich einen Volksschulabschluss hatten, durch den Erwerb der mittleren Reife eine Grundlage für berufliche Aufstiegsmöglichkeiten und ein evtl. Abitur und Studium schaffen. Die Schule kam zwar – wenn auch unter Schwierigkeiten – als private Bildungseinrichtung durch die Zeit des Nationalsozialismus, wurde aber nach dem Krieg im Februar 1948 auf Anordnung der Deutschen Verwaltung für Volksbildung, die diese Abendschule im Berliner Ostsektor als „Privatschule“ betrachtete, geschlossen.
Vier Jahre nach Gründung der ersten Berliner Abendrealschule wurde im Jahr 1927 das erste Berliner Abendgymnasium gegründet. Peter Adalbert Silbermann wurde der erste Leiter dieser Schule bis zu seiner erzwungenen Emigration 1933. Die Abendgymnasium blieb während der NS-Zeit als staatliche Bildungseinrichtung erhalten.
Am 29. September 1928 wurde in Harrisleefeld eine Heimvolkshochschule neuen Typs mit Internat eröffnet. In dieser Arbeiter-Volkshochschule sollten sich fähige Arbeiter und einfache Angestellte mit Studiengängen in Staats- und Rechtswissenschaften, Volkswirtschaftslehre, Finanzwirtschaft und Sozialwissenschaften auf Führungspositionen in staatlichen und kommunalen Verwaltungen vorbereiten. Die Leitung der Schule, die nach der Machtergreifung von den Nationalsozialisten geschlossen wurde, übernahm zunächst der Pädagoge Erwin Marquardt und danach der Ökonom Alfred Kähler. Die Ideen der o. g. Berliner Einrichtungen wurden nach 1945 teilweise wieder aufgenommen. Das Abendgymnasium überstand die NS-Zeit und existiert heute noch als Peter-A.-Silbermann-Schule in Berlin-Wilmersdorf. Nach Schließung seiner Schule in Berlin gründete Robert Frenzel am 20. April 1948 die Abendoberschule Lüneburg unter dem damaligen Oberstadtdirektor Werner Bockelmann. Robert Frenzel leitete diese Schule als private Schule bis 1971. Erst dann ging sie in die Hände der Stadt über.
Auch in anderen Städten wurden nach dem Zweiten Weltkrieg Angebote des zweiten Bildungsweges eingerichtet. Dadurch bekamen viele junge Menschen, die durch das Kriegsgeschehen ihre Schule nicht beenden konnten, eine „zweite Chance“ auf Allgemeinbildung und erforderliche Schulabschlüsse. Eine zweite Gründungswelle von Schulen des zweiten Bildungswegs folgte seit etwa 1967 im Zuge der allgemeinen Bildungsexpansion.
In der SBZ/DDR, in der amtlich Schulgeldfreiheit bestand, wurden an Stelle privater Initiativen ab 1946 staatlich geförderte Ausbildungs- und Abiturientenkurse in Fach- und Hochschulen (Vorstudienanstalten) eingerichtet und später in den neu gegründeten Volkshochschulen berufsbegleitend Unterricht zum Erwerb staatlich anerkannter Schulabschlüsse angeboten. Der in Westdeutschland dafür verwendete Begriff Zweiter Bildungsweg war im DDR-Sprachgebrauch nicht üblich. Ab 1949 wurden Traditionen der Arbeiterbildung aus der Zeit vor 1933 mit der Einrichtung von Arbeiter-und-Bauern-Fakultäten wieder aufgegriffen.

### Individuelle finanzielle Förderung
Der Besuch des schulischen zweiten Bildungswegs ist frei von Gebühren, und die Förderung durch BAföG ist möglich. Förder-Unterschiede gibt es zwischen den Bildungsgängen des zweiten Bildungswegs. Während man etwa beim Abendgymnasium erst ab dem vierten Semester elternunabhängiges BAföG beantragen kann (verpflichtende Berufstätigkeit und geringerer Stundenumfang), kann beim Besuch eines Kollegs bereits ab dem ersten Semester BAföG beantragt werden. Elternunabhängig gewährtes BAföG muss nicht zurückgezahlt werden.
Wurde eine Hochschulzugangsberechtigung auf dem zweiten Bildungsweg erlangt, ist ein anschließendes Studium gemäß der dort definierten Bedingungen nach BAföG vollumfänglich förderfähig.

### Probleme
Wer beim Eintritt in den Bildungsgang Abendgymnasium oder Kolleg über 45 Jahre alt ist, erhält keine Förderung und
- muss den vollen Krankenkassenbeitrag zahlen,
- das BAföG wird nur auf besonderen Antrag gewährt,
- in einem Master-Studiengang wird keine Leistung nach dem BAföG gewährt.

Bedingt durch jüngste Änderungen des BAföG sind diese Informationen als möglicherweise überholt anzusehen: verbindliche Informationen liefern die angegebenen Quellen.

### Materielle und ideelle Förderung durch Stipendien
Die Hans-Böckler-Stiftung vergibt als Begabtenförderungswerk auch Stipendien für Studierende des zweiten Bildungswegs. Es werden zeitgleich jeweils circa 50–60 Stipendien vergeben. Diese werden aus Eigenmitteln der Hans-Böckler-Stiftung finanziert. Im Januar 2020 veröffentlichte die Hans-Böckler-Stiftung auf ihrem Youtube-Kanal ein Werbevideo für den zweiten Bildungsweg und das zugehörige Stipendium.

## Österreich und Schweiz
In Österreich gibt es in den großen Städten Abendgymnasien. Diese sind teilweise in Kooperationen mit Schulen für Berufstätige angelegt. Die Abendgymnasien in Österreich haben ein eigenes Internet-Portal.
In der Schweiz existieren ebenfalls Abendschulen für Berufstätige.